# Courtney Thompson
Courtney Lynn Thompson (ur. 4 listopada 1984 w Bellevue) – amerykańska siatkarka grająca na pozycji rozgrywającej, reprezentantka kraju. Srebrna medalistka Igrzysk Olimpijskich w Londynie w 2012 roku.

## Sukcesy klubowe
Mistrzostwa NCAA:
- 2005

Mistrzostwo Portoryko:
- 2012
- 2008, 2010

Superpuchar Szwajcarii:
- 2008, 2013, 2014

Mistrzostwo Szwajcarii:
- 2009, 2014, 2015

Mistrzostwo Austrii:
- 2011

Puchar Szwajcarii:
- 2014, 2015

Klubowe Mistrzostwa Świata:
- 2015

## Sukcesy reprezentacyjne
Igrzyska Panamerykańskie:
- 2007, 2011

Volley Masters Montreux:
- 2010, 2014

Puchar Panamerykański:
- 2010

Grand Prix:
- 2012, 2015
- 2016

Igrzyska Olimpijskie:
- 2012
- 2016

Mistrzostwa Świata:
- 2014

## Nagrody indywidualne
- 2010: Najlepsza serwująca i rozgrywająca turnieju kwalifikacyjnego do Mistrzostw Świata
- 2010: Najlepsza rozgrywająca ligi portorykańskiej (wyłoniona po głosowaniu)
- 2010: MVP meczu gwiazd ligi portorykańskiej
- 2012: MVP finału ligi portorykańskiej